# 馬野ミキ
馬野ミキ（まの みき、馬野幹、MANO MIKI、1973年 - ）は、日本の詩人。大阪府生まれ。

## 来歴
2ちゃんねる詩・ポエム板(当時)に書き込みをしたことをきっかけに詩の世界へ。
「詩学」にて二年間コラムと詩を連載。
第一詩集「子供の晩年」1000番出版
第二詩集「下敷きで光を」ポエトリージャパン　
- ISBN 4-9901806-3-1

イベンターとして、高円寺・無力無善寺にて「はみだしっ子たちの朗読会」主催。
「鳥取砂丘の中心で詩を叫ぶ」を当時詩学の社長で同郷でもあった寺西幹仁と共催。
ウエノポエトリカンジャム3では、無料イベントながら詩の朗読としては異例の1400名を動員。
後、白昼社より「子供の晩年」復刊。書籍、及び電子書籍化。
- ISBN 978-4905000228

第三詩集「キム」白昼社
- ISBN 4905000475, 978-4905000471

詩人インタビュー集「いま、詩と生きる」(日本スポークンワーズ協会編)に掲載。
2019年2月、練馬区立美術館にて初の個展開催。
現在、季刊誌「東京荒野」にてイラストと文からなる「夢とオナニー」を連載中。